# Hellend vlak van Montech

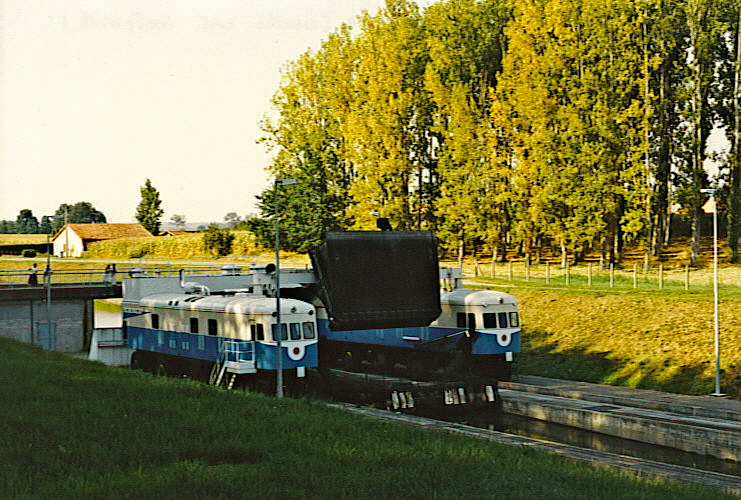
Hellend vlak van Montech

Het hellend vlak van Montech (Frans: Pente d'eau de Montech) is een voormalige scheepslift in de Zuid-Franse plaats Montech, departement Tarn-et-Garonne. Het werd beheerd door Voies navigables de France en verving tussen juli 1974 en 2009 vijf sluizen op het Canal de Garonne. 
Het principe was dat twee locomotieven op acht luchtbanden aan weerszijden van het kanaal een schoep langs een betonnen helling naar boven trokken. Tussen de schoep en de hellingbaan ontstond een driehoek van water waar schepen op konden drijven. De locomotieven reden over betonnen platen die aan beide zijden van de helling liggen. Hierdoor konden schepen binnen 20 minuten het hoogteverschil van 13,3 meter overwinnen. De lengte van de door diesellocomotieven aangedreven lift is 443 meter. In 2009 werd het hellend vlak buiten gebruik gesteld. Het geheel heeft in 2021 een verfje gekregen, en is, in niet-werkende toestand, voor toeristische doeleinden opgengesteld. Scheepvaartverkeer kan nog steeds via het naastgelegen sluizencomplex het kanaal bevaren.

## Technische details
Gegevens van de helling:
- Gewicht van de locomotieven: 200 ton
- Vermogen per locomotief: 1000 pk
- Snelheid: 4,5 km/h
- Hellingsgraad: 3%
- Hoogteverschil: 13,3 meter
- Lengte van de helling: 443 meter
- Breedte van de bak: 6 meter
- Hoeveelheid water verplaatst: 1500 m³
- Duur van een verplaatsing: circa 6 minuten
- Maximale afmetingen van schepen: 38,5 meter lang, 5,5 meter breed en 250 ton waterverplaatsing

## Foto's

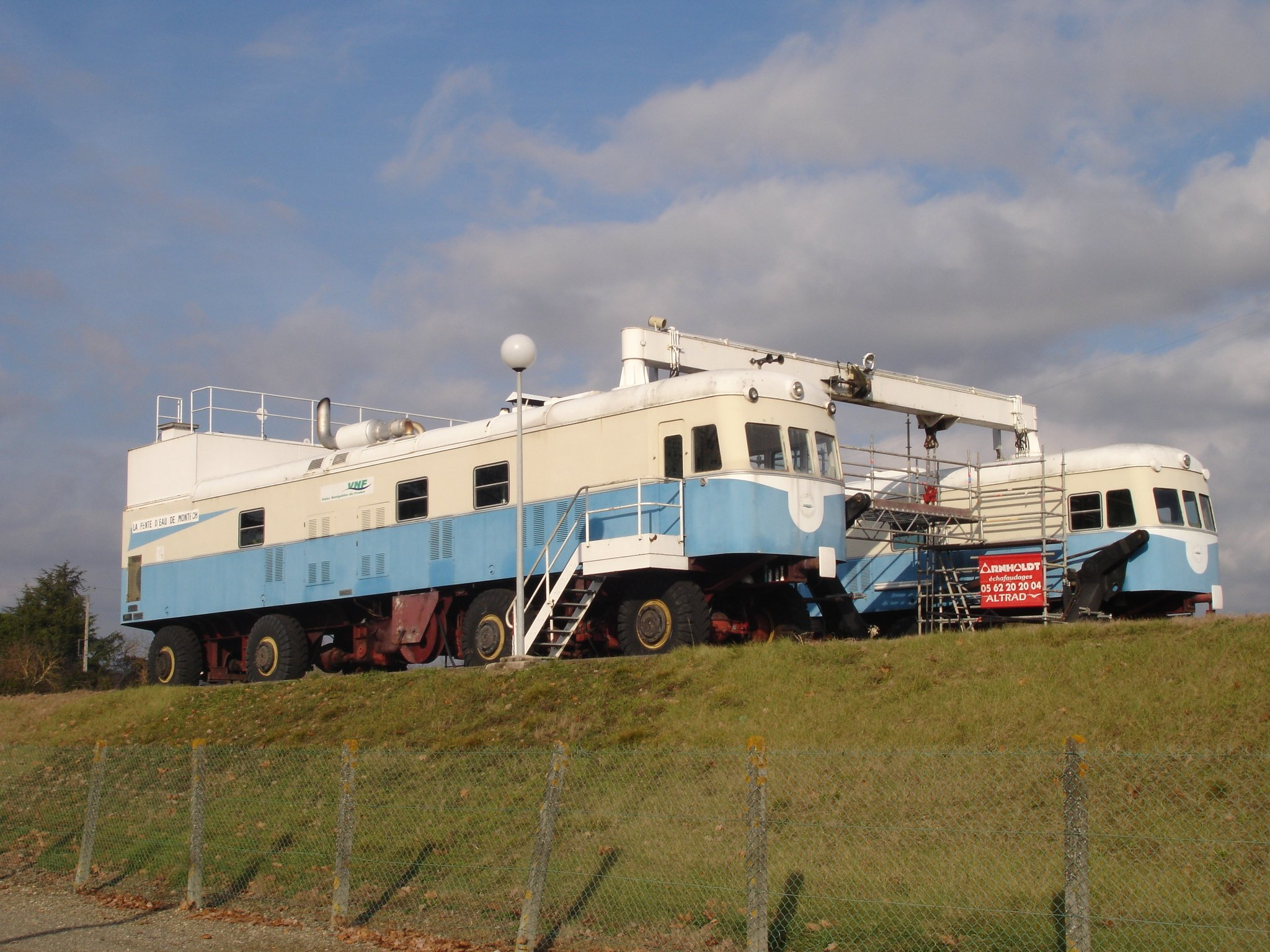
Locomotievencombinatie
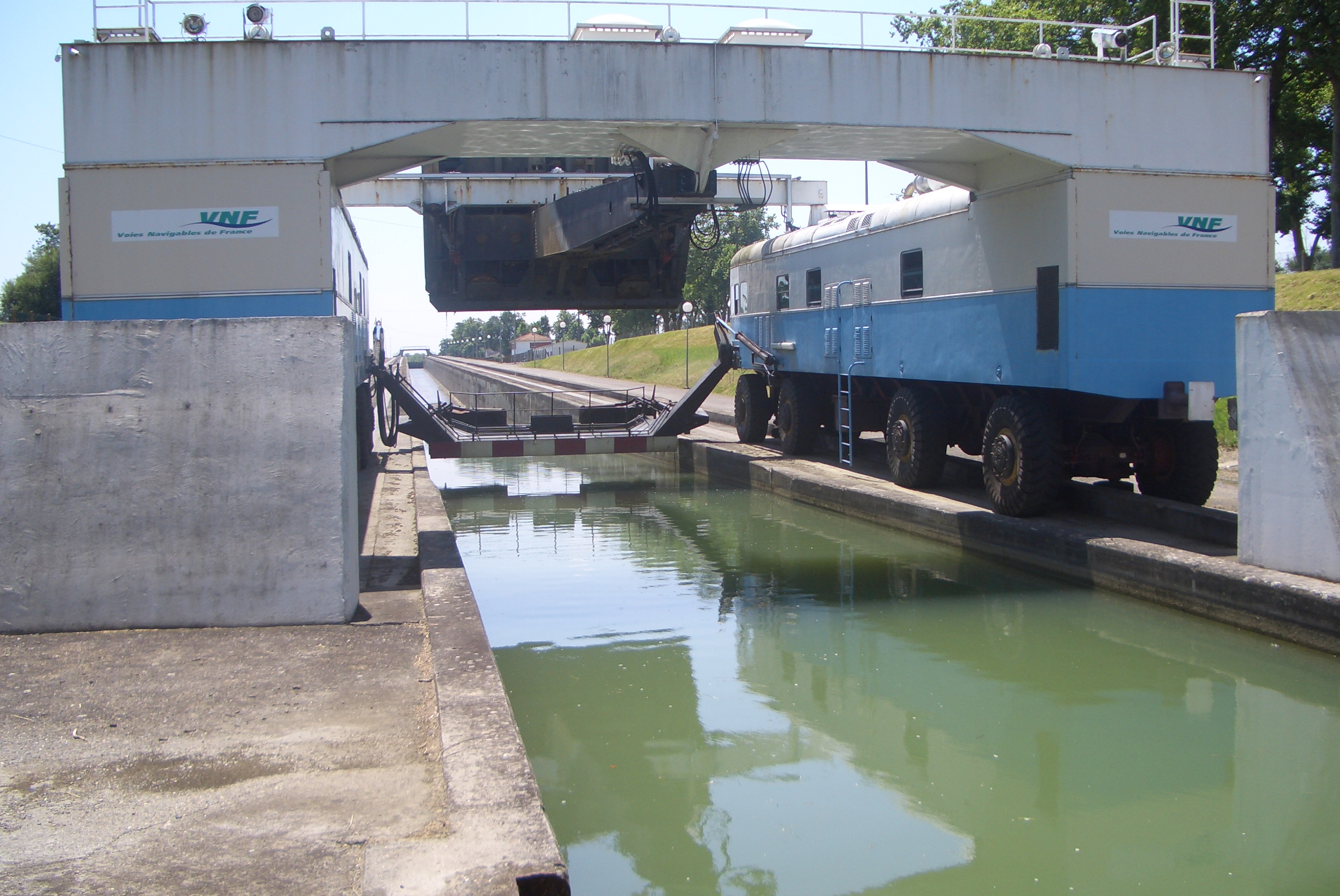
Achteraanzicht
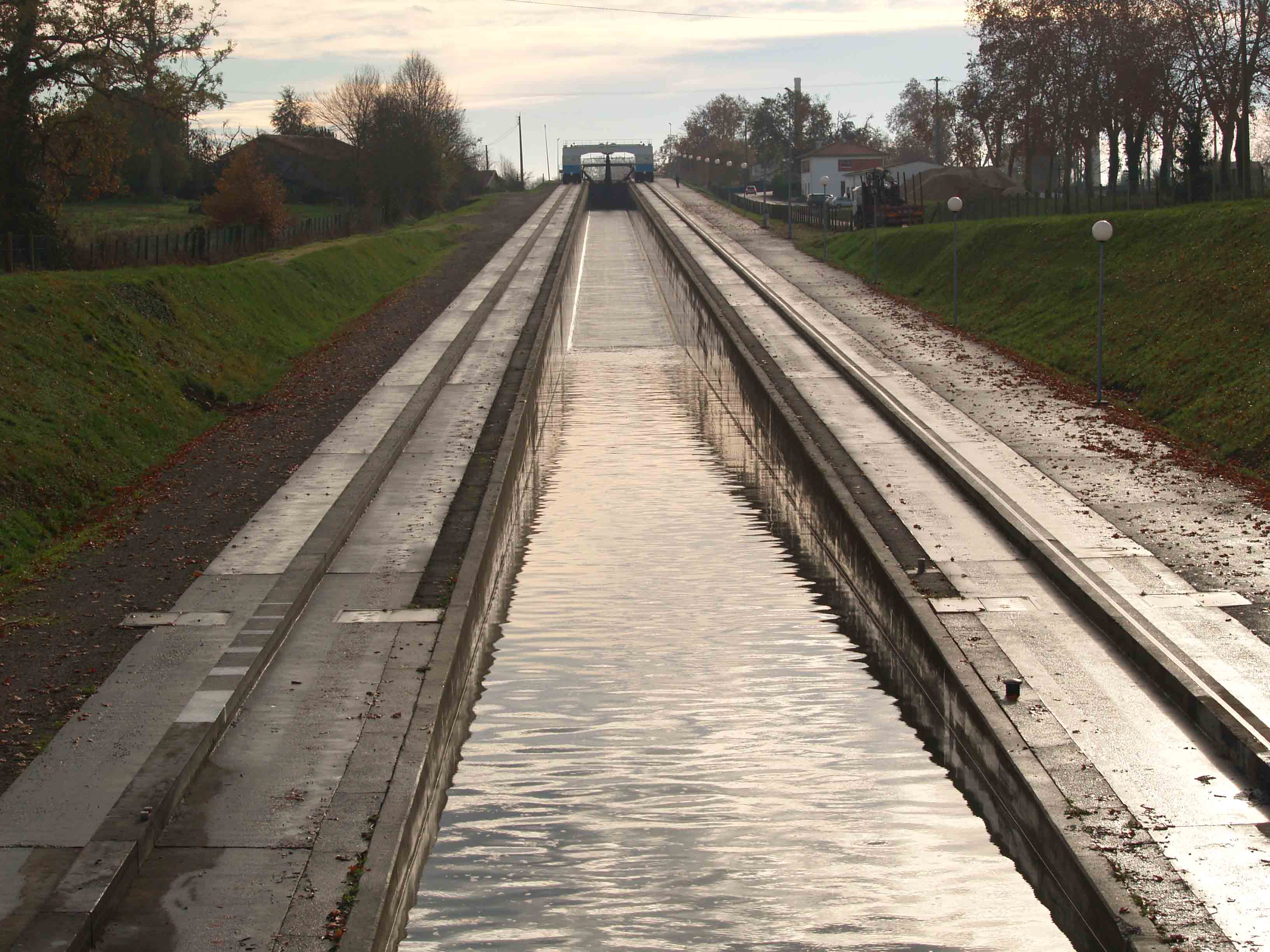
De helling van onder naar boven
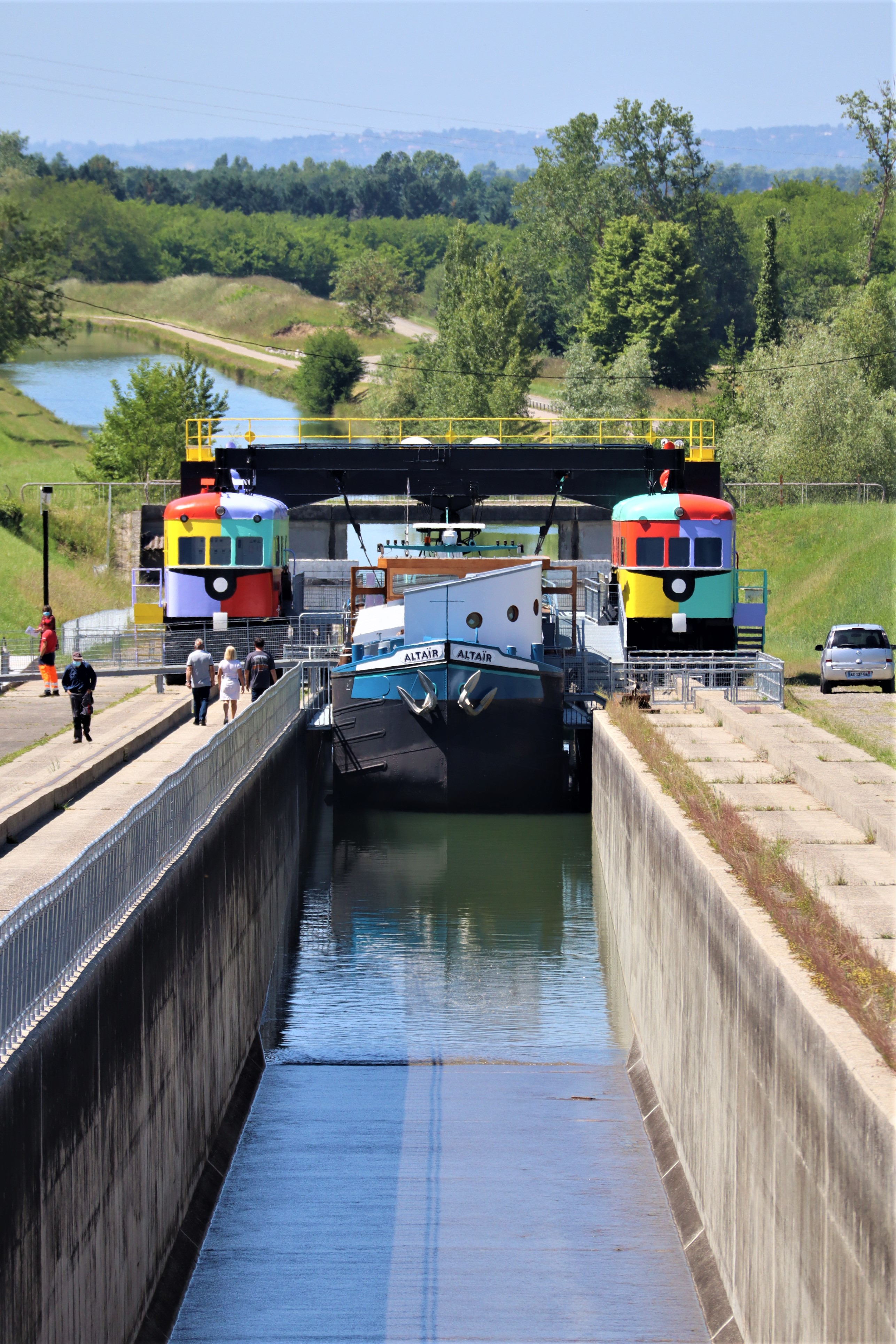
Het hellend vlak met locomotieven en een niet-varend demonstratieschip na de opknapbeurt van 2021